# Église Saint-Pierre-Saint-Paul de Chevannes
Pour les articles homonymes, voir Église Saint-Pierre-et-Saint-Paul.
L'église Saint-Pierre-Saint-Paul est une église située à Chevannes, dans le département de l'Yonne en France.

## Historique
L'édifice est classé au titre des monuments historiques en 1911.